# Modyfikatory dźwięku
Modyfikatory dźwięku – urządzenia elektroakustyczne pozwalające na przekształcanie barwy, wysokości, czasu trwania i dynamiki dźwięku, oraz na kształtowanie charakteru nagrania muzycznego. Do modyfikatorów dźwięku należą między innymi: filtry, modulatory, przesuwniki fazy, urządzenia pogłosowe i wzmacniacze elektroakustyczne.